# Isidro Velázquez
Isidro Velázquez  (Mburucuyá, Corrientes, 15 de mayo de 1928 – Pampa Bandera, Chaco, 1 de diciembre de 1967) fue un asaltante y secuestrador argentino. Era uno de los 22 hijos de Tomasa Ortiz y Feliciano Velázquez. Durante 6 años en la década de 1960 cometió una serie de delitos junto con su hermano Claudio hasta ser abatido por la policía, convirtiéndose en un mito que perdura hasta la actualidad.

## Primeros años y juventud
Isidro Velázquez nació en Mburucuyá (Corrientes) el 15 de mayo de 1928. Se familiarizó desde niño con la vida en el monte y a sobrevivir en él tanto de día como de noche. En 1949 la familia viajó a Resistencia, capital de la provincia del Chaco, y de ahí a Lapachito, una pequeña localidad que surgió como pueblo tras la llegada de Hortensio Quijano, posterior vicepresidente de Juan Domingo Perón, quien instaló un aserradero y una estación de ferrocarril en 1922. Se asentaron en la estancia de Fernando Boujón, sobre la Ruta 16, a pocos kilómetros de Makallé. El padre de Isidro, llamado Feliciano, trabajó en la estancia como capataz y su hermano Claudio, que apenas si escribía, porque solo había cursado hasta segundo grado, consiguió trabajo como jornalero en la compañía constructora Todaro.

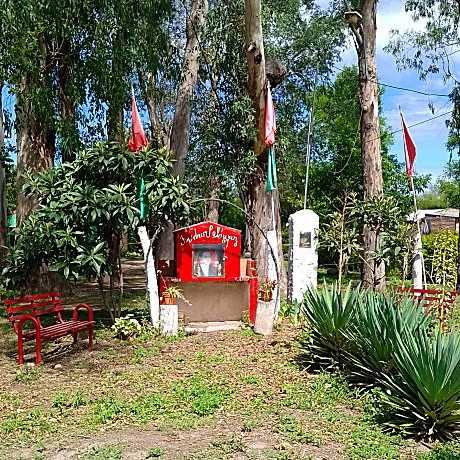
Monumento a Isidro Velázquez, en la locación donde fue abatido por las fuerzas policiales

En 1961, Isidro Velázquez vivía con su mujer y cuatro hijos en Colonia Elisa, Chaco, y trabajaba como peón rural. En la zona era tenido como el mejor baqueano, rastreador y cazador de los esteros y los montes. Se lo describe como alto, delgado, de rostro enjuto y mirada penetrante, aceptado como buen vecino, hasta que, por alguna razón no muy clara, comenzó a ser hostigado por la policía. Ese año su prontuario registraba tres causas abiertas por robos y hurtos, y una por evasión. En el Chaco, hay opiniones diametralmente opuestas. Las autoridades aseguran que esos primeros delitos fueron reales y otros dicen que Velázquez fue objeto de un hostigamiento injustificado de la policía que culminó cuando luego de ser encarcelado se fugó de la cárcel de Colonia Elisa. También hay una versión que sostiene que hubo una persecución originada en un problema familiar y que nunca más volvió a ver a su familia ni les envió ayuda económica.

## Fuera de la ley
Tras su fuga, Isidro Velázquez, con su hermano Claudio, un año menor, que usaba sombrero paisano con ala ancha, ladeado sobre la derecha y solía entrar a los pueblos luciendo un poncho rojo, protagonizó una serie de hechos que llegaron a inquietar a las autoridades nacionales y que configuraron su mito.
El 25 de junio de 1962 los Velázquez, armados con un winchester y revólveres, se encontraron en una picada en las afueras de Colonia Elisa con una patrulla policial que portaba carabinas, metralletas y pistolas y pudieron escapar pese a su inferioridad numérica. Tres días después protagonizaron un tiroteo a caballo frente al destacamento policial de Colonia Popular. El 23 de julio del mismo año asaltaron el bar del chino Chou-Pin, de Colonia Elisa, y robaron ocho mil pesos y mercaderías.
El 25 del mismo mes le robaron al estanciero José Vicente Barrios y el 12 de agosto hicieron lo mismo en Lapachito con el almacén de ramos generales de Antonio Marcelino Camps, a dos cuadras de la comisaría. En esa oportunidad la hija del dueño que estaba atendiendo la caja le dijo:  "¿Vos, Isidro? No es posible que nos hagas esto", e intentó sacar un revólver, pero Claudio la derribó de un culatazo. En el tiroteo posterior murió un vecino y el otro hijo del dueño, que había sido su compañero en la escuela primaria, recibió un balazo en la cabeza cuando trató de detenerlos armado con una pistola.
Dos semanas después los Velázquez atravesaron un tronco sobre la ruta 16 que va desde Resistencia a Presidencia Roque Sáenz Peña y asaltaron a un distribuidor de cigarrillos y a un viajante de comercio.
En los meses siguientes asaltaron a un acoplador de granos y a un agricultor; enfrentaron a una comisión policial cerca de Colonia Elisa e hirieron a los policías Juan Cerlinguer y Salvador Cabrera, en tanto que un balazo alcanzó a Isidro en la pierna. Pronto la gobernación envió refuerzos policiales a la zona.
Según publicó en esa época la revista Así, los hermanos visitaban los boliches, a sus amigos y se exhibían en las localidades de la zona sin que nadie los denunciara. Mientras los hermanos huían en un solo caballo se cruzaron en un sendero del monte con un anciano y su nieto; Isidro les dio diez mil pesos por el caballo y el anciano les indicó dónde estaban apostadas las patrullas y de este modo eludieron a sus perseguidores.
El 21 de mayo, cumpleaños de Claudio, asaltaron el paraje de Costa Guaycurú y llamaron a los vecinos para que bebieran lo que quisieran, a su cargo. Wenceslao Ceniquel, comisario de Zapallar, marchó hacia la localidad y en el enfrentamiento hubo dos policías heridos, Claudio murió de un balazo e Isidro huyó sin que se supiera de él por un año.
En 1964 apareció en Zapallar en la compañía de Vicente Gauna, hombre de carácter violento e irracional que había iniciado su carrera delictiva en la adolescencia. Allí secuestran a los hacendados Carlos y Gabino Zimmerman, cobran un rescate y vuelven a desaparecer. A mediados de 1966 asaltaron el pueblo de Laguna Limpia y Gauna mató al alcalde Antonio Ponzardi después de robarle. A principios de 1967 secuestraron a los estancieros Agustín Guissano y a Antonio Persoglia y cobran tres millones de pesos por el rescate de cada uno.
Inquietos, los miembros de la Sociedad Rural chaqueña ofrecieron entonces una recompensa de dos millones de pesos "a toda persona que entregue a estos delincuentes de cualquier forma o suministre información concreta que permita su detención". Fueron pegados carteles con sus fotos y el aviso en paredes de los poblados, troncos de los árboles, en pulperías, almacenes y prostíbulos. Para reforzar el ofrecimiento, el cartel citaba supuestas violaciones de Velázquez y Gauna a hijas menores de pobladores que no figuran en el prontuario policial. 
En una movilización sin antecedentes, ochocientos policías bien armados y con perros cortaron caminos, tomaron poblados y rastrillaron picadas y pajonales. La policía se dirigió a General Obligado al tener noticias de que allí estaban los fugitivos, pero emboscaron a una de las patrullas y mataron al agente Juan Ramón Mieres; después de estar quince días rodeados en la zona por el cerco policial, Velázquez y Gauna lo eludieron y volvieron a la zona que mejor conocían, sosteniendo un nuevo tiroteo en Lapachito. El diario La Razón del 16 de julio de 1967 publicaba la noticia con el título "Mediante ayuda, los delincuentes Velázquez y Gauna habrían eludido el cerco policial". Mientras preparaban el asalto a la sucursal del Banco de la Nación Argentina en la localidad de Machagai, Velázquez y Gauna se refugiaron en Quitilipi, cerca de una reserva toba cuyos pobladores les daban alimento y protección.

## Traición y enfrentamiento final
La policía identificó como posibles contactos de los fugitivos a la maestra Leonor Marianovich de Cejas, de 40 años, y al cartero Ruperto Aguilar y los convencieron para que colaboraran en atrapar a los fugitivos. Cejas dijo que había aceptado para compartir la recompensa con Aguilar. Algunos pobladores de Machagai aseguraron que en realidad ella era amiga de Velázquez desde mucho tiempo atrás y había colaborado con él en otras ocasiones y atribuyen la traición a la presión policial.

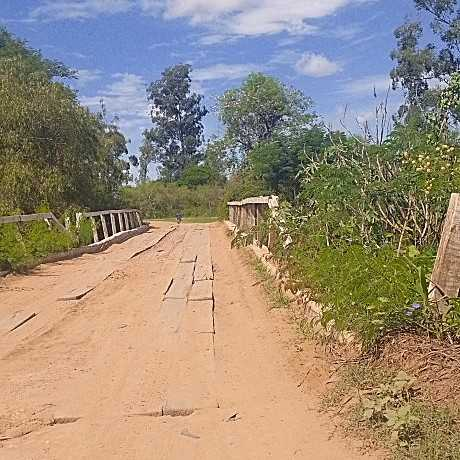
El llamado "Puente de la Traición", lugar donde emboscaron a Velázquez

Al anochecer del 1° de diciembre de 1967, Aguilar y Cejas debían trasladar en el Fiat 1500 de esta última a Velázquez y Gauna desde Quitilipi hasta Machagai. Velázquez llevaba su winchester y una 38, así como un cinturón con balas. Al llegar al puente de Pampa Bandera, y tal como acordara con la policía, la maestra detuvo el auto simulando un desperfecto y junto con Aguilar salieron del vehículo, permitiendo la acción de unos 30 hombres bien armados que aguardaban escondidos junto al camino. En el tiroteo posterior hubo más de quinientos balazos en pocos minutos. Gauna murió por los disparos pero alcanzó a herir en una pierna a Aguilar. Velázquez usó su winchester, hirió al cabo Santos Medina y se abrió camino a tiros durante trescientos metros en la oscuridad. Sus perseguidores iluminaron el lugar con los faros de sus autos y cuando el bandido, herido en una pierna y en un hombro estaba a punto de alcanzar la arboleda, lo alcanzaron con sus disparos, matándolo en el acto.

## Algunos rasgos de Velázquez
Velázquez menospreciaba a sus perseguidores policiales, les enviaba mensajes burlones y les hacía dibujos como los de las historietas en unos cuadernos, varios de los cuales le encontró encima la policía cuando lo abatió.

## El punto de vista de Roberto Carri
Velázquez es el tema del ensayo titulado Isidro Velázquez: formas prerrevolucionarias de la violencia (1968), del sociólogo Roberto Carri, quien se encontraba inicialmente vinculado al trotskismo pero más adelante se acercó al peronismo y militó en Montoneros, encontrándose incorporado a su aparato militar. En ese análisis de la vida y el accionar del bandolero el planteo general de Carri es que la acción de dicho bandolero (y de otros personajes similares) está lejos de ser una forma primitiva de rebeldía. Por el contrario, cree que constituye una forma precisamente política de acción, aunque despreciada por las ciencias sociales académicas, de las que se muestra muy crítico.

## Desarrollo del mito
Entre la población circulaban versiones atribuyéndole a Velázquez cualidades sobrehumanas que algunos explicaban por la protección del payé de los esteros y que muchas personas, incluidos policías, juraban haber constatado, tales como que podía paralizar a quien lo perseguía,  que las balas no le entraban o que era capaz de desaparecer de golpe, como evaporándose en el aire o transformándose en un animal.
Los carteles con el encabezado de “Vivo o muerto” que el gobierno chaqueño había pegado en todo el territorio solían aparecer arrancados o cruzados con leyendas tales como: “Isidro Velázquez no se entregará”.
Ciertamente que solía tener el apoyo de los pobladores más humildes, a los que recompensaba con generosidad, y muchos interpretaban eso no como la lógica retribución que hace un fugitivo para continuar gozando de amparos sino como una suerte de redistribución violenta de la riqueza, la de un moderno Robin Hood, y empezó a ser conocido como “El Vengador” por los vecinos. Dentro de este orden de ideas encajaba que elegía sus víctimas de robos y secuestros entre personas que por tener bienes podían ser personajes odiados por su condición social y económica, sin advertirse que obviamente sólo de ellos podía obtener el dinero que necesitaba para continuar esa vida.
Así La Razón del 3 de diciembre de 1967 decía: 

«El halo de leyenda que rodeaba a estos salteadores de la selva, como a los bandoleros de todos los países y de todas las épocas, los hacía acreedores del afecto y la simpatía de las poblaciones campesinas, que en no pocas oportunidades recibieron los beneficios de sus manos, sobre todo entre la gente más pobre. La gente de campo los ampara en su vida errante, de eternos prófugos de la justicia, los ayuda en la procura de abastecimientos y en oportunidades los oculta o les facilita los medios para ocultarse.»

Con el tiempo los recuerdos reales se mezclaron con los imaginados y algunas personas oponían la personalidad de Juan Vicente Gauna, alias “Chiflón”, el correntino, con una carrera delictiva iniciada en la adolescencia y un carácter violento e irracional, que lo acompañaba en sus acciones delictivas, que es visto como el sujeto cruel e inflexible que tiene por víctimas tanto a pobres hacheros como hacendados, en contraste con Velázquez, a quien la leyenda pasa a retratarlo como un hombre común que había llevado una vida honesta hasta después de los treinta años y fue empujado por la injusticia fuera de la ley. En sus relatos los pobladores enfatizaban que en ocasiones Isidro había evitado violencias innecesarias de su hermano Claudio o de Vicente Gauna y salvado vidas, y que ayudado por los pobres luchaba en desventaja contra su destino, robando únicamente a gente adinerada y pagando generosamente los servicios que recibía de los humildes.
Los elementos del mito ya estaban presentes en vida de Isidro Velázquez y las circunstancias de su muerte sirvieron para confirmar su leyenda de bandido con fama de ladrón que robaba a los ricos para repartir entre los pobres, obligado a enfrentar a la ley como respuesta a los atropellos de un orden político abusivo e injusto.

## Veneración posterior
Las autoridades dispusieron que fuera talado el árbol bajo el cual murió Velázquez. Pobladores del lugar se llevaron como amuleto un poco de ceniza del árbol y a veces aparecen allí flores y otras ofrendas, al igual que donde estaban sus restos en el cementerio de Machagai, donde finalmente las autoridades decidieron borrar las señas de la tumba.

## La utilización política del mito
Algunos intelectuales populistas y de izquierda divulgaron y otorgaron entidad mítica a Isidro Velázquez, incorporando a menudo una porción de fantasías y distorsiones, y sacrificaron aspectos importantes de la verdad histórica en pro de su propósito ideológico. Sin duda que Velázquez no fue un delincuente del montón, porque ellos no suelen despertar este tipo de veneraciones, pero el historiador no debe dar por ciertos los aspectos más dudosos de la leyenda ni a utilizar una investigación histórica como vehículo de difusión ideológica. Así, por ejemplo, no hay prueba de que haya repartido dinero entre los pobres, más allá de los lógicos pagos por la protección que le brindaban, voluntariamente o porque no tenían otra alternativa. Si bien sus panegiristas afirman que las cinco muertes que le reconocen fueron en defensa propia o en enfrentamientos leales con la policía, cabe preguntarse si las ocurridas en el tiroteo en el que también murió su hermano Claudio fueron un acto de justicia o una balacera entre pendencieros alcoholizados, o interrogarse acerca de qué justificación pueden encontrar al asesinato de un intendente y un propietario rural secuestrado. Posiblemente el punto más alto de la manipulación ideológica lo alcancen aquellos intelectuales que intentaron presentar a Isidro Velázquez y Vicente Gauna como bandoleros que estuvieron a punto de integrarse a las Fuerzas Armadas Peronistas (FAP) gracias a sus presuntos contactos con Carlos Caride.
Seguramente por la misma época hubo otros de trayectoria similar a la de Velázquez que no llegaron a crear una leyenda, por lo cual sería interesante estudiar por qué a su alrededor nació este mito y qué necesidades ocultas o manifiestas estuvieron presentes en las clases populares para mantener hacia este hombre una empecinada lealtad.

## Velázquez en el arte

### Canciones
Velázquez también originó, como otros bandoleros anteriores,  canciones populares que ponderan sus hazañas, lamentan su muerte e insisten en sus virtudes de hombre valiente.
El chamamé El último sapukay, de Oscar Valles; El puente de la traición, de Cardozo y Domínguez Agüero, La ratonera, de Raúl Barboza; y Bandidos rurales, de León Gieco y Hugo Chumbita, cantan en parte las andanzas de Velázquez.

### Filmografía
Entre 1970 y 1972 Pablo Szir dirigió la película del género de docudrama Los Velázquez, sobre su propio guion escrito en colaboración con Lita Stantic y Guillermo Shetzke, según el ensayo Isidro Velázquez: formas prerrevolucionarias de la violencia (1968), del sociólogo Roberto Carri. El filme nunca fue estrenado comercialmente, pues si bien estaba terminado el positivo desapareció cuando el director fue secuestrado y desaparecido. Cabe señalar que, Albertina Carri (hija de Roberto Carri), dirigió la cinta Cuatreros (2017), donde intentó documentar la vida de Velázquez, pero terminó ofreciendo al público un film que pone en escena a una época e, incluso, su propia historia.
En 1987 Quiko García comenzó a filmar Los Velázquez, crónica de dos bravos famosos, cómo pelearon, cómo murieron y cómo siguen vivos en la memoria del pueblo, sobre su propio guion escrito en colaboración con Marcelo Vernet y Ricardo Gil Soria, pero que por razones económicas no pudo terminarse.
Camilo José Gómez dirigió sobre su propio guion el documental Isidro Velázquez, la leyenda del último sapucay, estrenado el 2 de diciembre de 2010 en Resistencia.

## Otros bandidos de Argentina
A otros delincuentes y perseguidos también se les han atribuido poderes sobrenaturales, incluidas curaciones milagrosas y apariciones mágicas, tal como al mendocino Juan Francisco Cubillos; el santafecino Juan Bautista Bairoletto; el sanjuanino José Dolores Córdoba: el tucumano "Manco" Bazán Frías; el correntino Francisco López; el catamarqueño Julián Baquisay; Antonio Mamerto Gil Núñez, conocido como el "gauchito Gil"; Aparicio Altamirano; Olegario Álvarez, conocido como “el gaucho Lega”; la sanjuanina Martina Chapanay; Juan Cuello; el Gato Moro; Brunel, el "Tigre de Quequén"; Santos Guayama; el tucumano Segundo David Peralta, alias "Mate Cosido"; y el paraguayo Pelayo Alarcón, que actuó en Salta, entre otros.